# Phyllophaga caraga
Phyllophaga caraga är en skalbaggsart som beskrevs av Saylor 1943. Phyllophaga caraga ingår i släktet Phyllophaga och familjen Melolonthidae. Inga underarter finns listade i Catalogue of Life.